# Adamsit-(Y)
Adamsit-(Y) ist ein sehr selten vorkommendes Mineral aus der Mineralklasse der „Carbonate und Nitrate“. Er kristallisiert im triklinen Kristallsystem mit der idealisierten chemischen Zusammensetzung NaY(CO3)2·6H2O und damit chemisch gesehen ein wasserhaltiges Natrium-Yttrium-Carbonat.
Adamsit-(Y) bildet hauptsächlich nach (001) plattige und nach [001] gestreckte, nadelige bis faserige Kristalle bis zu 2,5 cm Länge, an denen die Pinakoide {010} und {001} trachtbestimmend sind. Sie treten zumeist zu kugeligen Aggregaten mit radialstrahligem Aufbau zusammen. Selten sind netz- bis maschenartige Verwachsungen von Adamsit-(Y)-Kristallen.
Die Typlokalität des Adamsit-(Y) ist der durch den „Poudrette Quarry“ (Koordinaten des Poudrette Quarry) aufgeschlossene gangförmige „Poudrette-Pegmatit“ im Mont Saint-Hilaire, Regionale Grafschaftsgemeinde La Vallée-du-Richelieu, Montérégie, Québec, Kanada.

## Etymologie und Geschichte

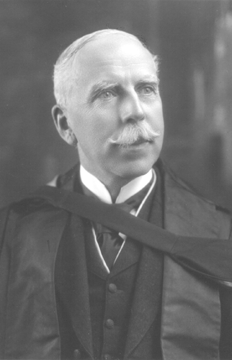
Der Namensgeber Frank Dawson Adams etwa 1930

Das später Adamsit-(Y) genannte Mineral wurde erstmals 1992 von George Yanji Chao von der Carleton University in Ottawa, Kanada, als möglicherweise neue Mineralspezies erkannt, der die vorläufige Nummer „MSH UK-96“ zugeordnet wurde. Das Material hatte der Sammler Gilles Haineault zur Verfügung gestellt. Im Jahre 1998 wurde im „Poudrette Quarry“ weiteres Material gefunden, jedoch waren die chemischen und röntgendiffraktometrischen Daten dieses Neufundes nicht mit denen des ersten Fundes vergleichbar, sodass dieses Material mit der vorläufigen Nummer „MSH UK-106“ versehen wurde. Ein weiteres Mineral mit ähnlicher chemischer Zusammensetzung, ähnlicher Ausbildung und aus demselben Umfeld wie Adamsit-(Y) wurde als „MSH UK-91“ bezeichnet. Dieses Material ist jedoch feinfaseriger als Adamsit-(Y) und besitzt ein völlig anderes Diffraktogramm als dieser. Sowohl „MSH UK-96“ als auch „MSH UK-106“ erwiesen sich später als identisch, „MSH UK-91“ gilt nach wie vor als unbenanntes Na-Al-REE-Carbonat. Nach Vervollständigung der Untersuchungen und der Ermittlung aller relevanten Daten wurde dieses Mineral der International Mineralogical Association (IMA) vorgelegt, die es im Jahre 1999 unter der vorläufigen Bezeichnung „IMA 1999-020“ als neues Mineral anerkannte.
Im Jahre 2000 erfolgte die wissenschaftliche Erstbeschreibung dieses Minerals durch ein Team aus kanadischen Wissenschaftlern mit Joel D. Grice und Robert A. Gault vom Canadian Museum of Nature (CMN) in Ottawa, Andrew C. Roberts vom Geological Survey of Canada, Ottawa, und Mark A. Cooper vom „Department of Geological Sciences“, University of Manitoba, Winnipeg, Kanada, im kanadischen Wissenschaftsmagazin The Canadian Mineralogist als Adamsit-(Y) (englisch Adamsite-(Y)). Sie benannten das Mineral nach dem kanadischen Mineralogen und Petrologen Frank Dawson Adams (1859–1942). Adams war Präsident der Geological Society of America und des Canadian Mining Institute. Er untersuchte die kretazischen Magmatite der Monteregian Hills mit dem Mont Saint-Hilaire und bezeichnete diese Gruppe von Bergen als Erster als die „petrographische Provinz der Monteregian Hills“. Der Levinson modifier im Adamsit-(Y) [das Suffix „-(Y)“] weist auf das dominierende Seltenerdmetall (hier: Yttrium) hin, wie es die Richtlinien der IMA bei der Namensgebung von seltenmetallhaltigen Mineralen verlangen.
Das Typmaterial für Adamsit-(Y) (Cotypen) wird in den Sammlungen des Canadian Museum of Nature, Ottawa, Kanada (Katalognummern CMNMC 82939 und CMNMC 82940), und des Geological Survey of Canada in Ottawa (Katalognummer NMCC 068086) aufbewahrt.

## Klassifikation
Da der Adamsit-(Y) erst 1999 als eigenständiges Mineral anerkannt wurde, ist er in der seit 1977 veralteten 8. Auflage der Mineralsystematik nach Strunz nicht verzeichnet.
In der zuletzt 2018 überarbeiteten Lapis-Systematik nach Stefan Weiß, die formal auf der alten Systematik von Karl Hugo Strunz in der 8. Auflage basiert, erhielt das Mineral die System- und Mineralnummer V/D.03-002. Dies entspricht der Klasse der „Carbonate, Nitrate und Borate“ und dort der Abteilung „Wasserhaltige Carbonate, ohne fremden Anionen“, wo Adamsit-(Y) zusammen mit Calkinsit-(Ce), Galgenbergit-(Ce), Hizenit-(Y), Kimurait-(Y), Lanthanit-(La), Lanthanit-(Ce), Lanthanit-(Nd), Lecoqit-(Y), Lokkait-(Y), Shomiokit-(Y) und Tengerit-(Y) eine unbenannte Gruppe mit der Systemnummer V/D.03 bildet.
Die von der International Mineralogical Association (IMA) zuletzt 2009 aktualisierte 9. Auflage der Strunz’schen Mineralsystematik ordnet den Adamsit-(Y) in die neu definierte Klasse der „Carbonate und Nitrate“ (die Borate bilden hier eine eigene Klasse), dort aber ebenfalls in die Abteilung der „Carbonate ohne zusätzliche Anionen; mit H2O“ ein. Diese ist allerdings weiter unterteilt nach der relativen Größe der beteiligten Kationen und/oder den vorrangig an der Verbindung beteiligten Metallen, so dass das Mineral entsprechend seiner Zusammensetzung in der Unterabteilung „Mit Seltenerden-Elementen (REE)“ zu finden ist, wo es als einziges Mitglied die unbenannte Gruppe mit der Systemnummer 5.CC.30 bildet.
In der vorwiegend im englischen Sprachraum gebräuchlichen Systematik der Minerale nach Dana hat Adamsit-(Y) die System- und Mineralnummer15.04.08.01. Dies entspricht wie bei der Lapis-Systematik der gemeinsamen Klasse der „Carbonate, Nitrate und Borate“ und dort der Abteilung der „Wasserhaltigen Carbonate“. Hier ist er als einziges Mitglied in einer unbenannten Gruppe mit der Systemnummer 15.04.08 innerhalb der Unterabteilung „Wasserhaltige Carbonate“ (ohne weitere Spezifikationen) zu finden.

## Chemismus
Mittelwerte aus sieben Mikrosondenanalysen an drei Adamsit-(Y)-Kristallen von der Typlokalität lieferten 8,64 % Na2O; 0,05 % CaO; 22,88 % Y2O3; 0,37 % Ce2O3; 1,41 % Nd2O3; 1,02 % Sm2O3; 1,92 % Gd2O3; 0,56 % Tb2O3; 3,28 % Dy2O3; 0,90 % Ho2O3; 2,83 % Er2O3; 0,27 % Tm2O3; 1,04 % Yb2O3; 25,10 % CO2; 29,90 % H2O (Summe 100,17 %). Die Anwesenheit von H2O und CO2 wurde durch Infrarotspektroskopie bestätigt, ihre Konzentrationen über thermogravimetrische Analysen ermittelt. Aus den Analysen wurde auf der Basis von 12 Sauerstoff-Atomen die empirische Formel Na1,00(Y0,72Dy0,06Er0,05Gd0,04Nd0,03Yb0,02Sm0,02Ho0,02Ce0,01Tb0,01Tm0,01)Σ=0,99C2,04H11,87O12 bzw. vereinfacht Na1,00(Y0,72Dy0,06Er0,05Gd0,04Nd0,03Yb0,02Sm0,02Ho0,02Ce0,01Tb0,01Tm0,01)Σ=0,99(CO3)2,04·5,94H2O berechnet. Diese empirische Formel lässt sich zu NaY(CO3)2·6H2O idealisieren, welche Gehalte von 9,11 % Na2O; 33,21 % Y2O3; 25,89 % CO2 und 31,79 % H2O (Summe 100,00 %) verlangt. Die idealisierte Formel entspricht der offiziellen Formel der IMA für den Adamsit-(Y).
Neben Adamsit-(Y) weisen unter den derzeit bekannten Mineralen nur noch Lecoqit-(Y), Na3Y(CO3)3·6H2O, und Shomiokit-(Y), Na3Y[CO3]3·3H2O, die Elementkombination Na–Y–C–O–H auf; beide können als deutlich Na-reichere Analoga des Na-ärmeren Adamsit-(Y) aufgefasst werden.
Chemisch ähnlich sind Ashcroftin-(Y), K5Na5(Y,Ca)12Si28O70(OH)2(CO3)8·8H2O, Donnayit-(Y), NaCaSr3Y(CO3)6·3H2O, Ewaldit, Ba(Na,Ca,Y,Ce,K)(CO3)2·2,6H2O, Mckelveyit-(Y), NaCaBa3Y(CO3)6·3H2O, Mineevit-(Y), Na25Ba(Y,Gd,Dy)2(CO3)11(HCO3)4(SO4)2F2Cl, Peatit-(Y), Li4Na12Y12(PO4)12(CO3)4(F,OH)8, Ramikit-(Y), Li4(Na,Ca)12Y6Zr6(PO4)12(CO3)4O4[(OH),F]4, Thomasclarkit-(Y), (Na,Ce)(Y,REE)(HCO3)(OH)3·4H2O, sowie die als Minerale noch nicht beschriebenen „UM1990-13-CO:HNaREESrY“, Sr2Na2(Ce,La)Y(CO3)6·3H2O ?, „UM1992-05-CO:CaCeLaNaSr“, (Sr,Na,Y,REE,Ca,Ba)2(CO3)2·H2O, und „Unnamed (MSH UK-37A)“, Sr3NaCaY(CO3)6·3H2O (Sr-Analogon von Ewaldit).

## Kristallstruktur
Adamsit-(Y) kristallisiert im triklinen Kristallsystem in der Raumgruppe P1 (Raumgruppen-Nr. 2) mit den Gitterparametern a = 6,2592 Å, b = 13,0838 Å, c = 13,2271 Å, α = 91,130°, β = 103,554° und γ = 90,188° sowie vier Formeleinheiten pro Elementarzelle.
Präzessions-Einkristall-Aufnahmen hatten gezeigt, dass Adamsit-(Y) durch Zwillingsbildung (mit {001} als Spiegelebene) eine pseudoorthorhombische Symmetrie in der orthorhombisch-dipyramidalen Kristallklasse mmm aufweist.

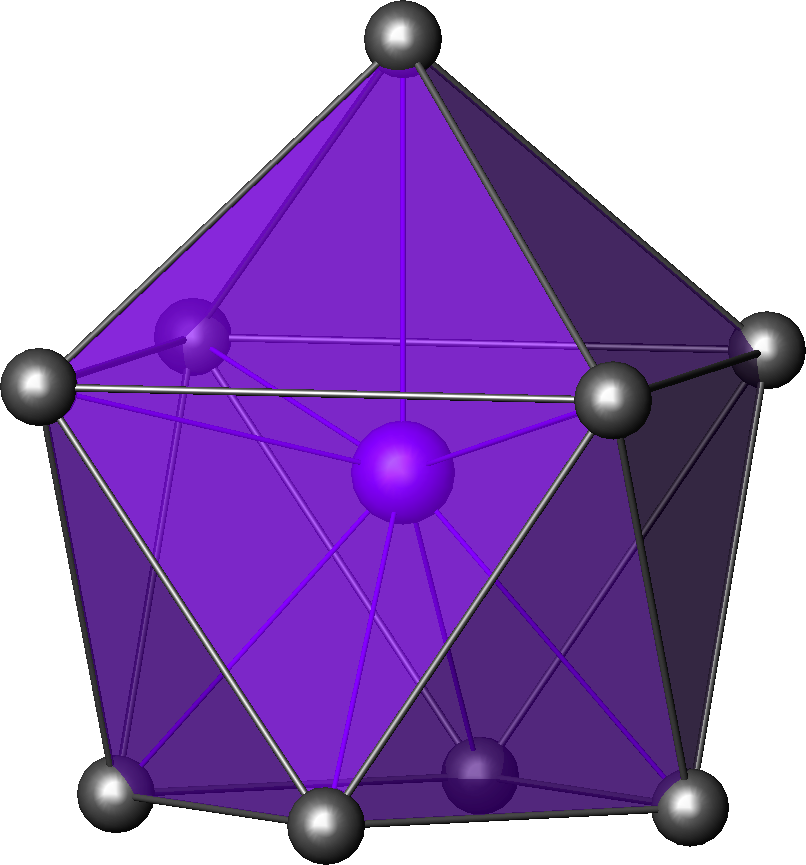
Das Koordinationspolyeder um das Yttrium-Atom des Adamsits-(Y) wird von einem Monocapped Square Antiprism gebildet

Die Kristallstruktur des Adamsits-(Y) beinhaltet vier Kationen-Positionen mit zwei verschiedenen Polyedern. Die beiden jeweils sechsfach koordinierten Na-Positionen werden von [Na(H2O)6]-Polyedern eingenommen, die sich als „bifurkierte“ tetragonale Pyramiden mit dem Na-Atom etwas oberhalb der quadratischen Pyramidenbasis beschreiben lassen. Diese Basis besteht aus vier H2O-Gruppen, wobei die „bifurkierte“ Spitze (Apex) zwei zusätzliche H2O-Gruppen aufweist. Die neunfache Koordination (sieben Sauerstoff-Atome und zwei H2O-Gruppen) um jede Yttrium-Position kann als tetragonales (quadratisches) Antiprisma mit einer aufsitzenden Pyramide (Monocapped Square Antiprism) beschrieben werden, bei dem über einer der quadratischen Flächen ein weiterer Ligand angeordnet ist (vergleiche die nebenstehende Abbildung). Alle (CO3)-Polyeder besitzen gemeinsame Kanten mit diesem (YΦ9)-Polyeder, wobei Φ ein nicht spezifizierter Ligand ist.
Adamsit-(Y) besitzt eine Schichtstruktur parallel (001). Im Adamsit-(Y) finden sich dicke Scheiben, die aus einer Einheit aus Y-Atomen und parallelen, flach liegenden (CO3)-Polyedern besteht, welche sandwichartig bzw. parallel zwischen Schichten aus Na(H2O)6-Polyedern und perpendikulär dazu angeordneten, „aufrecht stehenden“ (CO3)-Polyedern liegt. Diese [NaY(CO3)]-Scheiben werden durch [H2O]-Schichten voneinander separiert. Benachbarte [H2O]-Schichten sind miteinander nur durch Wasserstoffbrückenbindungen verbunden. Diese schwachen Wasserstoffbrückenbindungen sind für die sehr vollkommene Spaltbarkeit des Adamsits-(Y) nach {001} und seine relativ instabile Natur verantwortlich.
| Kristallstruktur von Adamsit-(Y), der blaue Umriss zeigt die Einheitszelle |
| - räumliche Darstellung in der kristallographischen Standardausrichtung - mit Blickrichtung parallel zur a-Achse - mit Blickrichtung parallel zur b-Achse - mit Blickrichtung // [010], ca. 75° gegen den Uhrzeigersinn gedreht - mit Blickrichtung parallel zur c-Achse |
| Farblegende: _ Y 0 _ Dy 0 _ Gd 0 _ Yb 0 _ Sm 0 _ Ce 0 _ Tb 0 _ Tm 0 _ Na 0 _ C 0 _ O 0 _ H2O |

Adamsit-(Y) und Thomasclarkit-(Y) sind am Mont Saint-Hilaire eng miteinander vergesellschaftet und weisen nicht nur Ähnlichkeiten in der chemischen Zusammensetzung, sondern auch Gemeinsamkeiten in der Kristallstruktur auf. In beiden Mineralen gibt es eine grundlegende Einheit, die aus einem gestapelten Verbund von drei Polyedern (mit jeweils einem C-, Y- und Na-Atom als Zentralatom) mit gemeinsamen Kanten besteht. Obwohl sich die beiden Polyeder-Sätze sowohl in der Koordinationszahl (Y-Polyeder) als auch in den Liganden (OH-Gruppen bzw. H2O-Gruppen sowohl im Na- als auch im Y-Polyeder) unterscheiden, ist die grundlegende Baueinheit dieselbe. Im Adamsit-(Y) bilden die Na-Y-C-Tri-Polyeder Ebenen und weisen eine starke Vernetzung in der (001)-Ebene mit den (YO9)-Polyedern über gemeinsame Ecken und Kanten auf, was durch die „flachliegenden“ Carbonat-Gruppen noch verstärkt wird. Im Thomasclarkit-(Y) weisen die Na-Y-C-Tri-Polyeder gemeinsame Kanten auf und bilden Einzelketten parallel zu [001].

## Eigenschaften

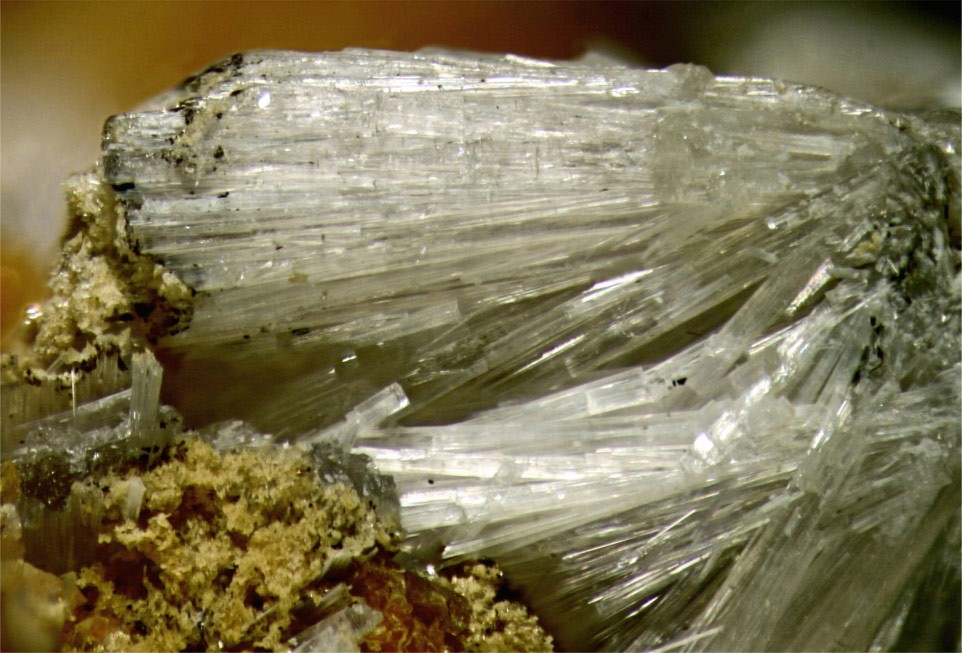
Garbenförmiges Adamsit-(Y)-Aggregat mit Shomiokit-(Y) aus dem „Poudrette Quarry“, Mt. Saint-Hilaire, Kanada (Sichtfeld: 6,4 × 4,4 mm)

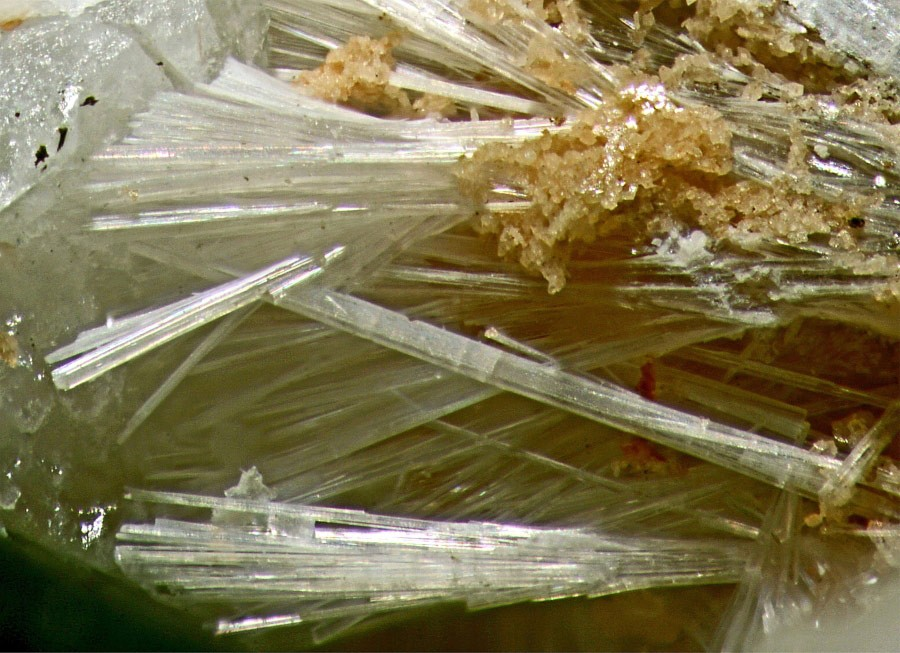
Nadelige Adamsit-(Y)-Kristalle mit Rhodochrosit. Detailaufnahme des Bildes oben. Sichtfeld: 3,3 × 2,4 mm.

### Morphologie
Adamsit-(Y) findet sich an seiner Typlokalität in Hohlräumen eines gangförmigen Pegmatits und bildet dort hauptsächlich nach [001] gestreckte und nach (001) plattige, nadelige bis faserige Kristalle bis zu 2,5 cm Länge. An ihnen sind das zweite Pinakoid {010} und das dritte Pinakoid {001} trachtbestimmend. Für einen geschlossenen Kristall ist eine dritte Flächenform erforderlich, bei der es sich wahrscheinlich um das erste Pinakoid {100} handelt.
Die Kristalle treten zumeist zu kugeligen Aggregaten mit radialstrahligem Aufbau zusammen. Selten sind netz- bis maschenartige Verwachsungen von Adamsit-(Y)-Kristallen.

### Physikalische und chemische Eigenschaften
Die Kristalle des Adamsit-(Y) sind farblos bis weiß, gelegentlich blassrosa, nur selten blassviolett. Ihre Strichfarbe ist hingegen immer weiß. Die Oberflächen der durchscheinenden bis durchsichtigen Kristalle zeigen einen charakteristischen glas- bis perlmuttartigen Glanz. Adamsit-(Y) besitzt entsprechend diesem Glas- bis Perlmuttglanz eine mittlere Lichtbrechung (nα = 1,480; nβ = 1,498; nγ = 1,571) und eine hohe Doppelbrechung (δ = 0,091). Im durchfallenden Licht ist der zweiachsig positive Adamsit-(Y) farblos und weist keinen Pleochroismus auf.
Adamsit-(Y) besitzt eine sehr vollkommene Spaltbarkeit nach {001} und zwei gute Spaltbarkeiten nach {100} und {010}. Das Mineral ist spröde. Adamsit-(Y) weist eine Mohshärte von 3 auf und gehört damit zu den mittelharten Mineralen, die sich ähnlich gut wie das Referenzmineral Calcit (Härte 3) mit einer Kupfermünze ritzen lassen. Die gemessene Dichte für Adamsit-(Y) beträgt 2,27 g/cm³, die berechnete Dichte ebenfalls 2,27 g/cm³.
Adamsit-(Y) zeigt weder im kurzwelligen noch im langwelligen UV-Licht eine Fluoreszenz.
Die Kristalle des Adamsits-(Y) lösen sich bei Zimmertemperatur in verdünnter Salzsäure, HCl, schnell und unter starkem Sprudeln auf. In Aceton erfolgt eine schnelle, in Ethanol eine langsame Zerknisterung.

## Vorsichtsmaßnahmen
Adamsit-(Y) wird durch seinen Gehalt an Seltenerdelemeneten sowie Anteilen radioaktiver Isotope der REE Cer und Lanthan als schwach radioaktiv eingestuft und weist eine spezifische Aktivität von etwa 201 Bq/g auf (zum Vergleich: natürliches Kalium 30,346 Bq/g). Trotz der nur schwachen Radioaktivität des Minerals sollten Mineralproben von Adamsit-(Y) nur in staub- und strahlungsdichten Behältern, vor allem aber niemals in Wohn-, Schlaf- und Arbeitsräumen aufbewahrt werden. Ebenso sollte eine Aufnahme in den Körper (Inkorporation, Ingestion) auf jeden Fall verhindert und zur Sicherheit direkter Körperkontakt vermieden sowie beim Umgang mit dem Mineral Atemschutzmaske und Handschuhe getragen werden.

## Bildung und Fundorte
Adamsit-(Y) wurde an seiner Typlokalität im gangartigen, so genannten „Poudrette-Pegmatit“ (oder „Poudrette Dike“) gefunden, der den größten im intrusiven, alkalische Gabbro-Syenit-Komplex von Mont Saint-Hilaire aufgefundenen Pegmatitkörper bildet. Er stellt hier ein spät bei niedrigen Temperaturen gebildetes Mineral dar und findet sich in Hohlräumen eines hydrothermal veränderten peralkalischen Pegmatits.
In den genannten Hohlräumen kristallisiert Adamsit-(Y) nach Rhodochrosit und Petersenit-(Ce), aber gleichzeitig mit Horváthit-(Y) und Donnayit-(Y) sowie vor Thomasclarkit-(Y), der in epitaktischen Verwachsungen auf Adamsit-(Y) beobachtet wurde. Die Bildungsreihenfolge (Sukzession) ist also Rhodochrosit ± Petersenit-(Ce) → Adamsit-(Y) ± Horváthit-(Y) ± Donnayit-(Y) → Thomasclarkit-(Y).
Diese Kristallisationssequenz weist auf eine Erniedrigung der Carbonat-Aktivität und der Lewis-Basizität hin. Beim Vergleich der Formeln der genannten Minerale zeigt sich eine Verringerung des Verhältnisses der Carbonat-Gruppen zu der Anzahl der Kationen plus der anderen beteiligten chemischen Komponenten [(H2O), (OH), F].
Die Verringerung der Lewis-Basizität wird durch die Verteilung der Wasserstoff-Atome beeinflusst. Wenn Wasserstoff an Sauerstoff gebunden wird, verringert sich die Basizität. Auf diese Weise findet beim Übergang von Adamsit-(Y) zu Thomasclarkit-(Y) eine Verschiebung von einem Carbonat zu einem Bicarbonat statt.
Bicarbonat-Minerale werden typischerweise bei niedrigen Temperaturen und leicht sauren Bedingungen gebildet. Ähnlicherweise werden beim Übergang von Adamsit-(Y) zu Thomasclarkit-(Y) mehr Sauerstoff-Atome protoniert, wodurch sich die Stärke der Lewis-Base von Thomasclarkit-(Y) relativ zu Adamsit-(Y) verringert.
Typische Begleitminerale des Adamsits-(Y) in den Hohlräumen im „Poudrette-Pegmatit“ sind Aegirin, Albit, Analcim, Ankylit-(Ce), Calcit, Katapleiit, Dawsonit, Donnayit-(Y), Elpidit, Epididymit, Eudialyt, Eudidymit, Fluorit, Franconit, Gaidonnayit, Galenit, Genthelvin, Gmelinit, Gonnardit, Horváthit-(Y), Kupletskit, Leifit, Mikroklin, Molybdänit, Narsarsukit, Natrolith, Nenadkevichit, Petersenit-(Ce), Polylithionit, Pyrochlor, Quarz, Rhodochrosit, Rutil, Sabinait, Serandit, Siderit, Sphalerit, Thomasclarkit-(Y), Zirkon und das noch nicht beschriebene Na–REE-Carbonat „MSH UK-91“. Ferner werden auch Shomiokit-(Y), Rémondit-(Ce) und Niveolanit als Parageneseminerale genannt.
Als extrem seltene Mineralbildung wurde der Adamsit-(Y) bisher (Stand 2019) lediglich von fünf Fundpunkten beschrieben. Die Typlokalität für Adamsit-(Y) ist der im „Poudrette Quarry“ aufgeschlossene gangförmige „Poudrette Dike“ oder „Poudrette-Pegmatit“ im Alkaligesteins-Pluton des Mont Saint-Hilaire, Regionale Grafschaftsgemeinde La Vallée-du-Richelieu, Montérégie, Québec, Kanada. Zum „Poudrette Quarry“ gehören auch die 1994 an die Familie Poudrette verkauften Abbaue im ehemaligen „Demix Quarry“, in den schon früher die alten Steinbrüche „Desourdy Quarry“ und „Uni-Mix Quarry“ aufgegangen waren. Ende 2007 verkaufte die Familie Poudrette den Steinbruch, dessen Name seitdem als „Carrière Mont Saint-Hilaire“ angegeben wird.
Der gangförmige Poudrette-Pegmatit befindet sich an der südlichsten Ecke des neuen „Poudrette Quarry“, der den ehemaligen „Demix Quarry“ im Nordwesten mit dem ursprünglichen „Poudrette Quarry“ im Südosten zu einem einzigen Steinbruch vereinigt. Er ist 2–4 m mächtig, mindestens 70 m lang und war auf ca. 35–40 m vertikal aufgeschlossen. Zum Zeitpunkt der Erstbeschreibung des Adamsits-(Y) stand der „Poudrette-Dike“ auf den Sohlen 6, 7, 8 und 9 des „Poudrette Quarry“ an.
Zu den weiteren Fundstellen für Adamsit-(Y) zählen:
- Der alte, seit 1960 stillliegende und nun abgesoffene Steinbruch „Hundholmen“ bei Tysfjord, Provinz Nordland, Norwegen, der einen deformierten Granitpegmatit des NYF-Typs (NYF = Niob, Yttrium, Fluor) bearbeitete.[18]
- Der kleine, längst abgeworfene Feldspat-Quarz-Steinbruch am Berg Stetind, dem 1.392 m hohen norwegischen Nationalberg 135 km nordöstlich von Bodø, Nordland, Norwegen. Der Steinbruch stand nur in den Jahren 1961–1962 in Förderung und erschloss einen Quarz-Mikroklin-Pegmatit des NYF-Typs.[19]
- Der sehr große, 1996 entdeckte Pegmatitkörper des agpaitischen Pegmatits „Shomiokitovoe“ im Bergwerk Umbozero am Berg Alluaiw, Lowosero-Massiv (Lowosero-Tundra, russisch Ловозерские тундры) in der Oblast Murmansk auf der Halbinsel Kola im Nordwesten Russlands. Der Pegmatit ist intensiv hydrothermal überprägt, extrem Na- und CO2- sowie relativ Si-reich, und ist bekannt für sehr große Kristalle viele Minerale – so z. B. für bis zu 20 cm lange Shomiokit-(Y)-Kristalle.[20]
- Die „Papachacra-Pegmatite“ bei Papachacra im Departamento Belén, Provinz Catamarca im Nordwesten Argentiniens, die sich über 75 km Länge von Belén, der Hauptstadt des Departamento, bis Puerta de Corral Quemado erstrecken.

Fundstellen für Adamsit-(Y) aus Deutschland, Österreich und der Schweiz sind damit unbekannt.

## Verwendung
Adamsit-(Y) ist aufgrund seiner Seltenheit nur für den Sammler von Mineralen von Interesse.